# Critèrium del Quebec
El Critèrium del Quebec (en francès, Critérium du Québec), conegut també com a Ral·li del Canadà, fou un ral·li que es disputà al Quebec i que va formar part del Campionat Mundial de Ral·lis de 1977 a 1979. El ral·li discorria sobre trams de terra i asfalt i, ocasionalment, neu.

## Guanyadors
| Any  | Edició                         | Pilot           | Copilot               | Cotxe              | Camp. |
| ---- | ------------------------------ | --------------- | --------------------- | ------------------ | ----- |
| 1977 | 4th Critérium Molson du Québec | Timo Salonen    | Jaakko Markkula       | Fiat 131 Abarth    | WRC   |
| 1978 | 5th Critérium Molson du Québec | Walter Röhrl    | Christian Geistdörfer | Fiat 131 Abarth    | WRC   |
| 1979 | 6th Critérium Molson du Québec | Björn Waldegård | Hans Thorszelius      | Ford Escort RS1800 | WRC   |